# Agapetes flava
Agapetes flava là một loài thực vật có hoa trong họ Thạch nam. Loài này được (Hook.f.) Sleumer mô tả khoa học đầu tiên năm 1939.